# Fenouillet (Haute-Garonne)
Fenouillet (okzitanisch Fenolhet) ist eine französische Gemeinde im Département Haute-Garonne in der Region Okzitanien. Sie gehört zum Arrondissement Toulouse und zum Kanton Castelginest. Die 5727 Einwohner (Stand: 1. Januar 2022) werden Fenouilletain(ne)s genannt.

## Geografie
Fenouillet ist eine banlieue im Norden von Toulouse und liegt an der Garonne, in die hier der Maltemps mündet. Umgeben wird Fenouillet von den Nachbargemeinden Lespinasse im Norden, Saint-Alban im Nordosten, Aucamville im Osten, Toulouse im Südosten, Blagnac im Süden, Beauzelle im Südwesten, Seilh im Westen sowie Gagnac-sur-Garonne im Nordwesten.

## Bevölkerungsentwicklung
| Jahr                      | 1962 | 1968 | 1975 | 1982 | 1990 | 1999 | 2006 | 2017 | 2019 |
| Einwohner                 | 1792 | 2133 | 2954 | 2928 | 3426 | 4028 | 4783 | 5161 | 5307 |
| Quelle: Cassini und INSEE |      |      |      |      |      |      |      |      |      |

## Sehenswürdigkeiten
- Kirche Saint-Médard

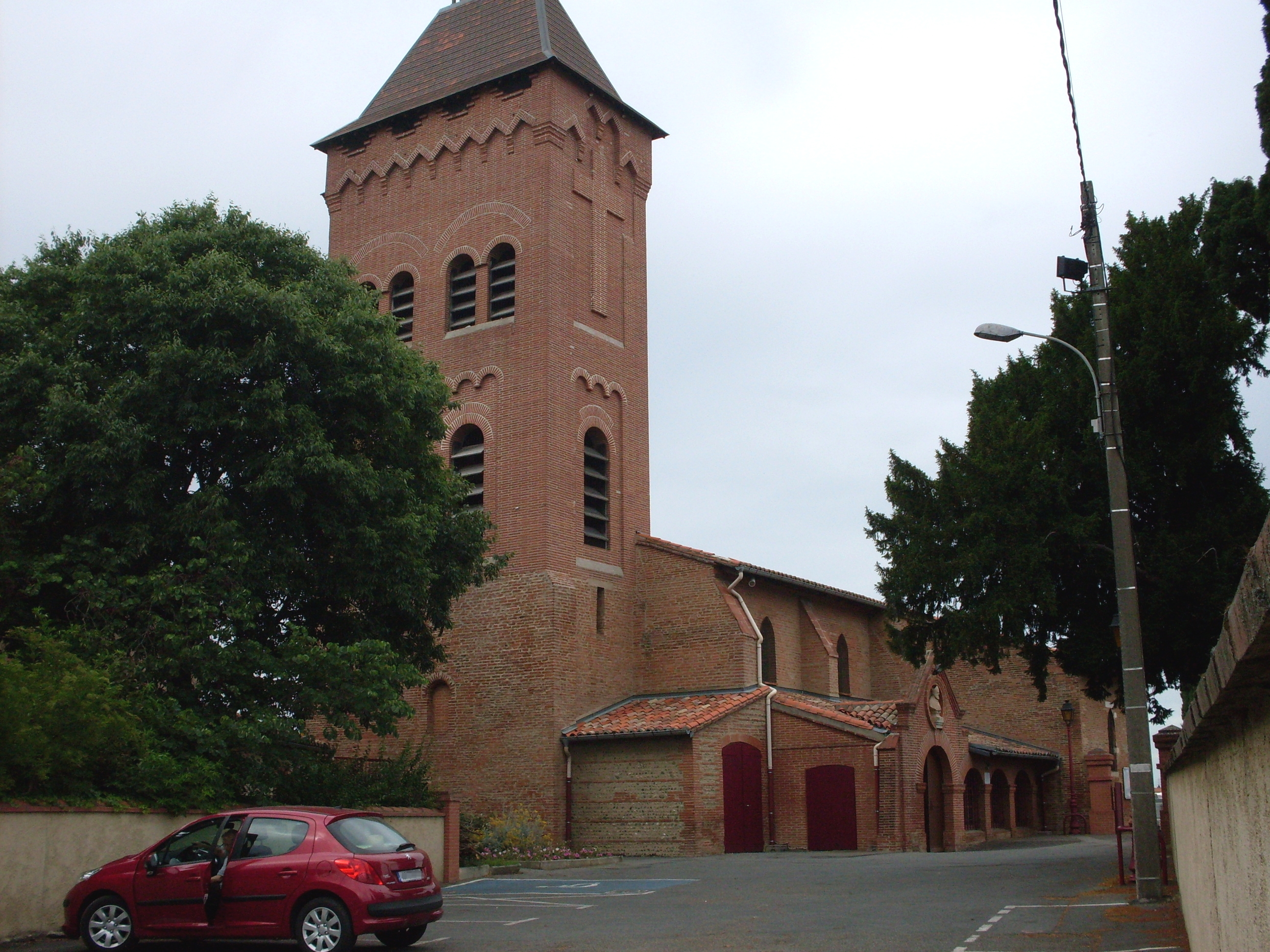
Kirche Saint-Médard

- Gemauerter Taubenschlag (Pigeonnier)

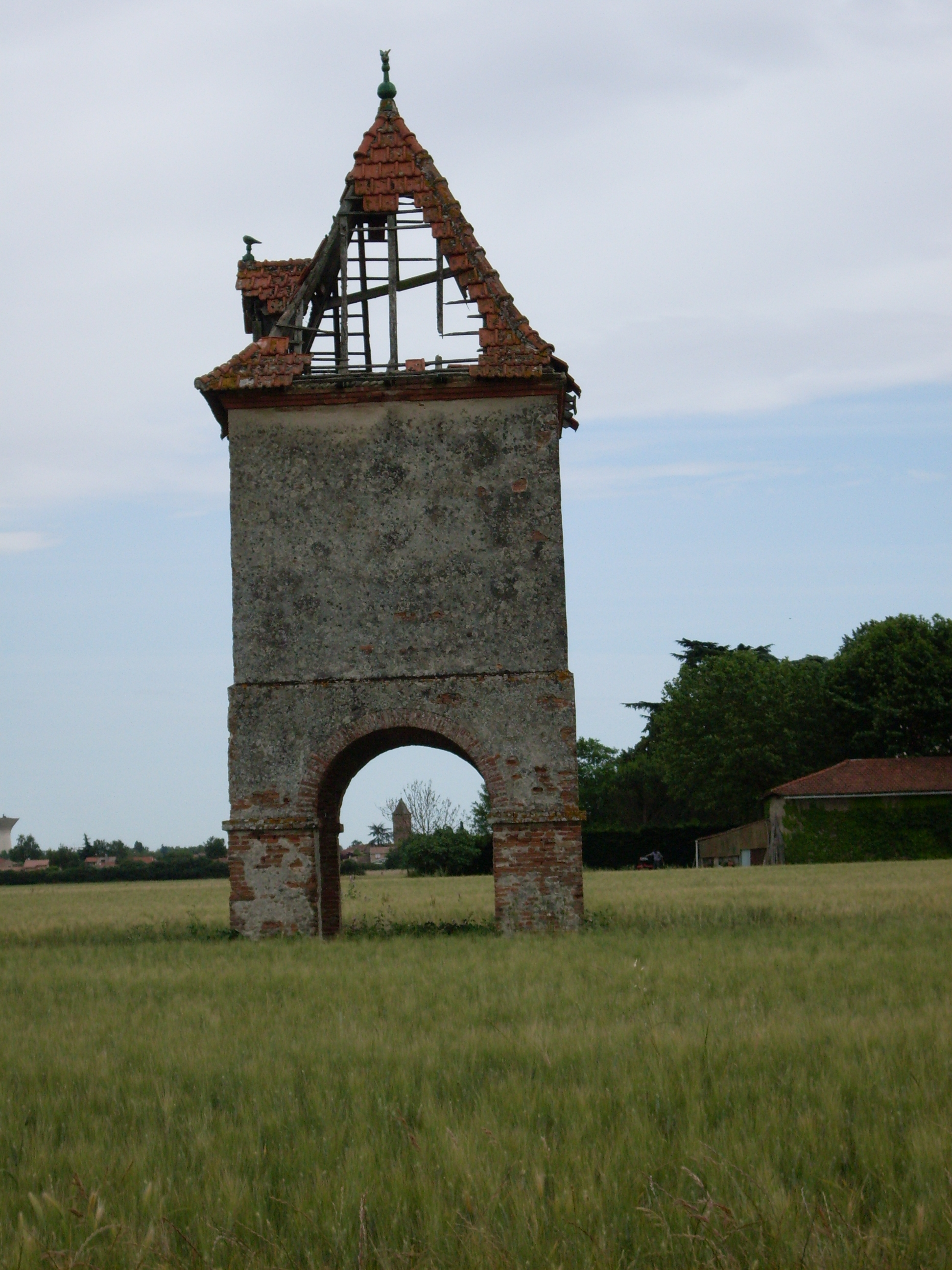
Taubenturm an der Straße nach Gagnac

## Persönlichkeiten
- Olivier Grouillard (* 1958), Formel-1-Rennfahrer

## Gemeindepartnerschaften
Mit der rumänischen Gemeinde Orăștie in Siebenbürgen besteht seit 1999 eine Partnerschaft.